# Grzeczni chłopcy
Grzeczni chłopcy (ang. Good Boys) – amerykańska komedia o nastolatkach z 2019 roku w reżyserii Gene'a Stupnitsky'ego. Zdjęcia kręcono w kanadyjskiej prowincji Kolumbia Brytyjska (Vancouver, Maple Ridge, Langley, Surrey i Abbotsford).

## Fabuła
Trzech nastolatków Max, Lucas i Thor dostaje zaproszenie na tzw. kissing-party, czyli imprezę z całowaniem, lecz nie umieją całować. W obawie przed ośmieszeniem postanawiają nauczyć się tej czynności.

## Obsada
| Aktor                   | Rola          |
| ----------------------- | ------------- |
| Jacob Tremblay          | Max           |
| Keith L. Williams       | Lucas         |
| Brady Noon              | Thor          |
| Molly Gordon            | Hannah        |
| Midori Francis          | Lily          |
| Izaac Wang              | Soren         |
| Millie Davis            | Brixlee       |
| Josh Caras              | Benji         |
| Will Forte              | ojciec Maxa   |
| Mariessa Portelance     | matka Maxa    |
| Lil Rel Howery          | ojciec Lucasa |
| Marietta Sangai Sirleaf | matka Lucasa  |
| Michaela Watkins        | sprzedawczyni |
| Chance Hurstfield       | Atticus       |
| Lina Renna              | Anabelle      |
| Enid-Raye Adams         | matka Thora   |
| Stephen Merchant        | Claude        |
| Alexander Calvert       | Daniel        |

## Odbiór
Film nominowany został do nagrody People's Choice 2019 w kategorii „Ulubiona komedia”.